# La bambola e il gigante
La bambola e il gigante è un film muto italiano del 1920 diretto da Ermanno Geymonat.